# 苯并三唑
苯并三唑是由一个苯环与一个1,2,3-三唑环稠合而成的双环含氮杂环化合物。

## 性质
白色到浅粉色针状结晶粉末。微溶于冷水，溶于热水、甲醇、乙醇、乙醚、丙酮、苯、甲苯、氯仿及二甲基甲酰胺。露置于空气中时逐渐氧化变红。在真空中蒸馏能发生爆炸。
与1,2,3-三唑相似，苯并三唑也有三个互变异构体，即两个1H-构型和一个2H-构型。实验数据和量子化学结果显示在溶液和固态中苯并三唑的上述平衡几乎完全移向 1H-一侧，即 1H-异构体是更为稳定的异构体。但光激发三线态中苯并三唑的 2H-型更为稳定。
虽然 2H-苯并三唑有一个邻位醌式结构，但其 2 位给取代后 π 电子离域程度仍然很大，这与 2-甲基吲唑相同。
1H-苯并三唑是白色结晶粉末，在真空中重复升华纯化后得到的晶体测得熔点为100.5°C。单斜晶系。53.4～71.7°C 之间的蒸气压在 0.000695～0.0048 Torr 之间，可以用如下公式来描述：
{\displaystyle {\rm {\ lg({\mathit {p}}/Pa)\ =\ {\frac {5159.5}{({\mathit {T}}/K)}}\ +\ 14.77}}}
25°C 时升华焓 ΔsubH = 98.15 kJ/mol，63.4°C 时 ΔsubH = 96.30 kJ/mol。
本品在熔点以上剧烈放热分解，故不应蒸馏。240°C 时苯并三唑的分解反应放热 −1590 kJ/kg。曾有一吨苯并三唑样品在 160°C 和 2.5 mbar 条件下蒸馏时发生爆炸性分解的记录。
苯并三唑既有酸性也有碱性，其碱性极弱，但其 NH 的酸性比吲唑、苯并咪唑或1,2,3-三唑强。稠合的苯环使共轭碱更加稳定。pKa1 = 0.42，pKa2 = 8.27。
苯并三唑可与许多金属形成配合物，通常作为桥连配体，以 N-1 和 N-3 为配位原子。
苯并三唑烷基化生成 1-烷基化和 2-烷基化产物的混合物，产物比例取决于烷基化试剂。酰化和磺化反应发生在 1-位氮上。亲电取代反应只发生在苯环上。
Graebe-Ullmann反应：1-苯基苯并三唑的去重氮化反应形成咔唑，反应经双自由基中间体，产率几乎定量。

## 制取
将邻苯二胺在乙酸中用亚硝酸钠经重氮化环合是制取苯并三唑环的标准方法。
也可由邻硝基苯肼和苯并咪唑酮合成。

## 用途

苯并三唑与铜形成的聚苯并三唑铜(Ⅰ)

苯并三唑是一种有用的防蚀剂，尤其是铜的防蚀剂，它可与铜形成一层不溶性的苯并三唑铜(Ⅰ)。对铝、铸铁、钢、镍、锌等金属材料也有同样的防蚀效果，可加入到汽车引擎的防冻剂、研磨和切削的润滑油以及铜及铜合金的清洗液中，达到防止腐蚀，提高缓蚀效果的目的。
苯并三唑和5-氯苯并三唑、5-硝基苯并三唑都是感光材料中有效的防灰雾剂及稳定剂，广泛应用于照相纸乳剂和显影液中。
苯并三唑类属于紫外线吸收剂，是光稳定剂中最主要的一类，常见的有2-(2'-羟基-5'-甲基苯基)苯并三唑（UV-P）、2-(2'-羟基-3'-叔丁基-5'-甲基苯基)-5-氯苯并三唑（UV-326）、2-(2'-羟基-3',5'-二叔丁基苯基)-5-氯苯并三唑（UV-327）等，目前用于聚烯烃、聚氯乙烯、聚苯乙烯、丙烯酸树脂、聚酯、聚酰胺、纤维素酯等塑料中用作防老化剂，也用作防晒剂。
苯并三唑及其衍生物也可用于有机合成。1-羟基苯并三唑是多肽合成中的羧基活化试剂，在DCC合成肽时用作辅助试剂。1-氯苯并三唑可用作氯化试剂，它可向底物转移一个 Cl+，也可用作氧化剂，将伯醇和仲醇氧化为醛酮。
与相同程度苯化合物的苯甲基位置相比，苯并三唑对 α-碳正离子和 α-碳负离子都有稳定作用。苯并三唑基阴离子也是很好的离去基团，也有好的反应性和稳定性，易于操作。这些性质都用于合成中。